# Hexazina
La hexazina (o hexaazabenceno, N6) es un alótropo de nitrógeno compuesto por seis átomos de nitrógeno distribuidos en una estructura anular análoga al benceno. Sería el último miembro de la familia de los azabencenos (azinas), con cada uno de los grupos metino de la molécula de benceno sustituido por un átomo de nitrógeno, y junto con la pentazina, es el único de esta familia que aún no ha sido sintetizado.
La molécula de hexazina muestra una similitud estructural con la muy estable molécula de benceno, y, al igual que el benceno, se cree que la hexazina es probablemente una molécula aromática. Sin embargo, también se ha predicho computacionalmente que la molécula de hexazina es muy inestable.